# Урал (Баймацький район)
Ура́л (рос. Урал, башк. Урал) — присілок (колишнє селище) у складі Баймацького району Башкортостану, Росія. Входить до складу Зілаїрського сільської ради.
До 9 лютого 2008 року присілок називався — Уральського отділення.
Населення — 215 осіб (2010; 303 в 2002).
Національний склад:
- росіяни — 40%
- башкири — 35%